# Greg Carlson
Pour les articles homonymes, voir Carlson.
Greg Carlson est un producteur, scénariste, réalisateur et acteur américain né le 11 mars 1972 à Fargo, Dakota du Nord (États-Unis).

## Filmographie

### comme producteur
- 2002 : Donkey Punch
- 2003 : Birdy in the Cage
- 2004 : Home'
- 2004 : After-School Special
- 2004 : Peephole View
- 2004 : Fever Pitch
- 2004 : Speeding Bullet
- 2004 : Preheat to 425
- 2004 : Madchen's Uniform
- 2005 : Night of the Sassy
- 2006 : Daisy Chain
- 2006 : Fundament

### comme scénariste
- 2003 : Birdy in the Cage
- 2004 : Speeding Bullet
- 2004 : Preheat to 425
- 2004 : Madchen's Uniform
- 2005 : Night of the Sassy
- 2006 : Daisy Chain
- 2006 : Fundament

### comme réalisateur
- 2003 : Birdy in the Cage
- 2004 : Speeding Bullet
- 2004 : Preheat to 425
- 2004 : Madchen's Uniform
- 2005 : Night of the Sassy
- 2006 : Fundament

### comme Acteur
- 2002 : Donkey Punch : Teacher
- 2003 : Birdy in the Cage : Man Outside Building #2
- 2004 : Speeding Bullet : C.K.
- 2004 : Madchen's Uniform : Library Patron
- 2005 : Night of the Sassy : Big Boy
- 2006 : AJ Goes to France : Cruel Teacher